# Чемпионат мира по фигурному катанию 1909
Чемпионат мира по фигурному катанию 1909 года был проведён Международным союзом конькобежцев в Швеции и Венгрии. Фигуристы соревновались в мужском, женском одиночном катании и в парном катании.
Соревнование среди мужчин проходили с 7 по 8 февраля в Стокгольме, среди женщин — с 23 по 24 января в Будапеште, среди пар — 8 февраля в Стокгольме.

## Результаты

### Мужчины
| Место | Имя             | Страна  | Сумма мест |
| ----- | --------------- | ------- | ---------- |
| 1     | Ульрих Сальхов  | Швеция  | 7          |
| 2     | Пер Турен       | Швеция  | 10         |
| 3     | Эрнст Герц      | Австрия | 16         |
| 4     | Рикард Юханссон | Швеция  | 20         |
| 5     | Фёдор Датлин    | Россия  | 22         |

### Женщины
| Место | Имя             | Страна  | Сумма мест |
| ----- | --------------- | ------- | ---------- |
| 1     | Лили Кронбергер | Венгрия | 5          |

### Пары
| Место | Имя                               | Страна         | Сумма мест |
| ----- | --------------------------------- | -------------- | ---------- |
| 1     | Филлис Джонсон и Джеймс Джонсон   | Великобритания | 5.5        |
| 2     | Вальборг Линдаль / Нильс Розениус | Швеция         | 9.5        |
| 3     | Гертруда Стрём / Рикард Юханссон  | Швеция         | 16         |
| 4     | Мими Грёмер / Карл Эриксон        | Норвегия       | 22         |
| 5     | Алексия Скёйен / Ингвар Брин      | Норвегия       | 22         |